# Mosquée de Massy
 (mai 2017).
La mosquée de Massy est un édifice religieux musulman situé à Massy, dans le département de l'Essonne. Inaugurée en 2019, il s'agit de la première mosquée Haute qualité environnementale de France.

## Description

### Localisation

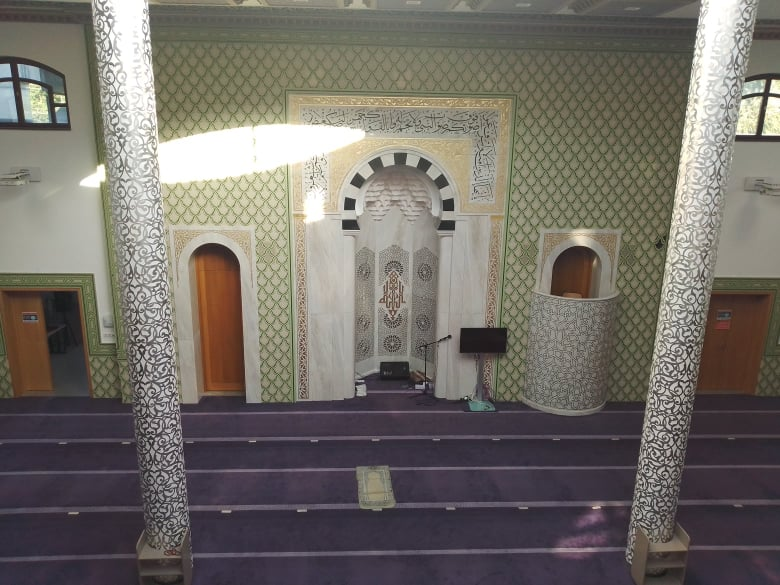
Intérieur de la mosquée de Massy

À 15 km au sud de Paris, la ville de Massy est la première ville économique du département de l’Essonne. Elle se situe dans un bassin en plein essor qui a pour ambition de créer un pôle scientifique et technologique de taille mondiale (plateau de Saclay) dans le cadre du Grand Paris, à deux pas de l’aéroport international de Paris-Orly.
La mosquée est située au centre de Massy, dans le nouveau quartier Massy-Atlantis, très proche du pôle des gares (Gares RER B et C et gare TGV de Massy).
Elle s'ajoute aux mosquées déjà présentes dans le sud de Paris : Évry, Créteil et Trappes.

### Mosquée durable
Deux études ont été menées et ont permis, au travers d’une démarche HQE (Haute Qualité Environnementale), de mettre en avant les solutions adaptées à la construction et à la gestion de la mosquée, en alliant réduction des frais de fonctionnement et respect de l’environnement. Ces études ont contribué aux choix énergétiques.
L’isolation, l’optimisation des lumières, la gestion de l’eau, le chauffage et la climatisation sont les différents sujets sur lesquels a travaillé le Conseil des Musulmans à Massy (CMM) et qui permettent de réduire la consommation de la mosquée.
- Isolation : isolation plus importante des plafonds ; isolation par l’extérieur et par l’intérieur pour limiter les ponts thermiques ; double vitrage à faible émissivité avec limitation des apports solaires (effet de serre limité).

- Optimisation des luminaires : tous les luminaires de la mosquée sont en lampes LEDs. À éclairage identique, les LEDs peuvent consommer jusqu’à 90% d’électricité en moins que les ampoules classiques.

- Chauffage / Climatisation : géothermie ; chauffage basse température ; ventilation naturelle favorisée par effet cheminée ; ventilation double flux ; pompe à chaleur avec récupérateur d’énergie.

- Gestion de l’eau : Récupération des eaux de pluie pour les toilettes ; mise en place de robinets à régulateur (un robinet à régulateur permet d’économiser jusqu’à 70% d’eau)[3].

- Une toiture / terrasse végétalisée de 1 000 m2 offre également de nombreux avantages : amélioration de la qualité de l’air, optimisation de la gestion de l’eau, effet positif sur la biodiversité, amélioration de l’isolation, etc.